# ダンチョネ節
「ダンチョネ節」（ダンチョネぶし）は、大正時代の流行歌。作曲者および作詞者は不明。日本の神奈川県三浦市三崎町を中心に広まり、神奈川県の民謡とされる。また、これをもとにした替え歌なども知られている。

## 概要
大正時代から昭和にかけて、酒席で流行した歌。端唄ないしは俗謡として歌われた。各節の最後に入る囃子詞「ダンチョネ」は、漁師の掛け声とも「断腸の思い」から来ているともいい、語源に諸説あってはっきりしない。
民謡としての「ダンチョネ節」は船乗りの悲哀を歌っており、その節を使って色々な替え歌が作られた。東京高等商船学校の学生によって愛誦され（学生歌）、また軍隊でも唄われるようになった（いわゆる「兵隊ソング」）。東京高等商船学校に関しては練習船月島丸の遭難（1900年、学生79名を含む122名全員が消息不明）と関連付ける説があり、その後継となった大成丸を歌い込んだ歌詞も伝えられる。
軍隊では飛行機乗りの悲哀を歌詞にしたものが残されている。「ダンチョネ」を「団長さんもね」という意味とする説は、「あの偉くて、いつも真面目に訓示を垂れて説教をする団長さんでさえもね」というのが由来。神風特別攻撃隊の若者を描いた『あゝ同期の桜』では少尉役の千葉真一が浜辺で歌っている。

## 歌い手
※発表年順。
- 小林旭 -「アキラのダンチョネ節」（1960年、作詞: 西沢爽、作曲: 遠藤実）。原曲に遠藤の新たなメロディが追加されている[4]。
- ザ・ピーナッツ -『祇園小唄～ピーナッツのムード民謡』（1963年）
- 千葉真一 -『あゝ同期の桜』（1967年）
- 沖山秀子 -（1970年）
- 鶴田浩二 -『あゝ軍歌』（1970年）
- ザ・ドリフターズ -『ドリフの軍歌だよ全員集合』（1971年）
- 八代亜紀 -「舟唄」（1979年）でダンチョネ節を歌い込まれている。
- ソウル・フラワー・モノノケ・サミット -『レヴェラーズ・チンドン』(1997年）
- ちあきなおみ -『VIRTUAL CONCERT 2003 朝日のあたる家』（2003年）